# Хайман, Ариберт
Ариберт Йоахим Леонард Хайман (нем. Aribert Joachim Leonard Heymann; 9 декабря 1898, Берлин — 1946) — немецкий хоккеист на траве, полузащитник. Бронзовый призёр летних Олимпийских игр 1928 года.

## Биография
Ариберт Хайман родился 9 декабря 1898 года в немецком городе Берлин.
Играл в хоккей на траве за «Берлинер-92».
В 1928 году вошёл в состав сборной Германии по хоккею на траве на летних Олимпийских играх в Амстердаме и завоевал бронзовую медаль. Играл на позиции полузащитника, провёл 1 матч, мячей не забивал.
В 1924—1931 годах провёл 12 матчей за сборную Германии.
Есть данные, что Хайман работал спортивным журналистом в берлинских газетах Berliner Tageblatt и Mosse-Verlag.
Был офицером СС, носил звание оберштурмфюрера.
Умер в 1946 году.